# Turkey River
Der Turkey River ist ein 241 km langer rechter Nebenfluss des oberen Mississippi. Er entspringt im Nordosten Iowas, durchfließt den Staat dann in südöstlicher Richtung und mündet südlich von Guttenberg gegenüber von Cassville.